# Прапор Нижанковичів
Прапор Нижанковичів — офіційний символ селища Нижанковичі, Самбірського району Львівської області, затверджений 25 жовтня 2002 року рішенням сесії Нижанковицької селищної ради.
Автор — А. Гречило.

## Опис
Квадратне синє полотнище, на якому стоїть жовтий олень, обабіч нього — по жовтій 8-променевій зірці.

## Зміст
Для прапора використано сюжет із давнього символа містечка, відомого ще з печаток ХVІ ст.